# Commerce de proximité
Le commerce de proximité comprend les commerces pratiquant la vente au détail dans lesquels le consommateur se rend fréquemment, voire quotidiennement. Le terme inclut également des commerces implantés dans certaines rues ou quartiers commerçants des villes.
On parle, par exemple, de « commerce de proximité » concernant les boulangeries, librairies indépendantes, épiceries, drogueries ou cordonneries.
C'est un commerce qui a fortement régressé avec l'avènement de la grande distribution (supermarchés et hypermarchés) et du commerce en ligne mais, selon certains scénarios prospectifs, pourrait être amené à se renouveler et se (re)développer .

## État des lieux et évolution en France
En France, les magasins dits « de proximité » (commerce alimentaire) vendent des produits principalement alimentaires de première nécessité et d'autres produits qu'on peut trouver dans un supermarché, avec des horaires généralement allongés. D'après l'INSEE, les commerces de proximité se composent de "commerces de quotidienneté, dans lesquels le consommateur se rend fréquemment, voire quotidiennement".

### État des lieux en France
En France, en 2008, il y avait près de 600 000 magasins de proximité sur un total de 830 000, soit plus des deux tiers, ce qui représente donc un nombre important. Selon l'INSEE, dans le nord de la France, il faut moins de 4 minutes à des personnes habitant dans une commune rurale pour accéder à un commerce de proximité. Ces magasins sont donc situés à portée des consommateurs et leur font gagner du temps.

### Déclin
Une étude du Centre de recherche pour l'étude et l'observation des conditions de vie montre que le déclin des commerces de proximité a débuté en France depuis les années 1970. La multiplication des grandes surfaces à proximité des villes est la principale responsable du dépérissement du commerce de proximité. On peut remarquer que la proportion de petits commerces en France diminue, et cela s'explique d'après une étude de l'INSEE par une diminution du nombre de ces petits commerces dans les milieux ruraux, alors que le nombre total de commerces a augmenté.

### Revitalisation
Les années 1990 ont été marquées par un ralentissement très net des fermetures de ces commerces. L'étude mentionne que les espaces en centre-ville revêtent un caractère agréable relevant de « l’achat coup de cœur », alors que les grandes surfaces de périphérie sont appréciées pour leur fonctionnalité en regroupant les courses. L'INSEE dans une étude de 2010 soulignait l'augmentation du nombre de petits commerces dans les petites unités urbaines, où les salons de coiffure, fleuristes et papeterie sont globalement de plus en plus nombreux.
Par ailleurs, la France a vu fleurir plusieurs opérations de revitalisation des commerces de proximité, notamment en centre-ville, où les pouvoirs publics se sont saisis de la question. À Paris, la ville s'est engagée en 2004 dans les opérations Vital'Quartier 1 et 2 pour le maintien et le développement des commerces de proximité, ou la spécialisation commerciale de certains quartiers. Pour cela, la SEMAEST (société d'économie mixte de la ville de Paris) rachète des locaux et les vend à des prix avantageux, afin d'attirer de nouveaux commerces de proximité. Cette politique a d'ailleurs été renouvelée via un nouveau contrat Paris'Commerces, visant les mêmes objectifs.
À l'échelle nationale, un portail internet gouvernemental "Cœur de ville" a été imaginé pour coordonner l'action des acteurs de revitalisation des centres-villes.
Le 14 novembre 2017, le ministre de la Cohésion territoriale, Jacques Mézard, a annoncé un plan baptisé "Action cœur de ville" qui mobilisera plus de cinq milliards d'euros sur cinq ans, articulé autour de quatre grands axes : l'ingénierie, le logement, les commerces et les services.

### Impact de la crise de la Covid-19 sur le commerce de proximité
La crise sanitaire et les confinements de l'année 2020 ont accéléré la tendance de la consommation locale et responsable. Selon l’étude YouGov réalisée pour l’U2P (Union des Entreprises de Proximité), 35% des Français déclarent se rendre plus fréquemment dans leurs commerces de quartier depuis le printemps 2020.
Selon l’institut IRIS, le chiffre d’affaires des commerces de bouche (boulangeries, primeurs, boucheries, poissonneries…) a progressé de 13% en 2020, contre 4% en 2019. D’après l’Observatoire de la librairie, les librairies réalisant entre 300 000 et 1 million d’euros de chiffre d’affaires ont même vu leurs ventes progresser en 2020.
L'initiative Soutien-Commercants-Artisans.fr a aidé 10 000 commerçants et artisans dans plus de 2000 communes à vendre pour 3 millions d'euros de bons d'achat. Plus de 50 000 Français ont ainsi soutenu financièrement et moralement les petits commerces de leur ville.

### La numérisation des commerces de proximité
Le Covid-19 a également mis en avant l'importance pour les commerces de proximité de posséder des outils de communication adéquats pour améliorer leur résilience face à la crise et à la concurrence des enseignes de la grande distribution. Des plateformes ont alors émergé pour venir en aide aux petits commerces à travers la numérisation de leurs outils (outils de communication, outils de fidélisation, fichier clients, etc).
Par exemple, i-Cust propose aux commerces indépendants des outils de communication physiques et digitaux, identiques à ceux que proposent les grandes marques : personnalisation SMS, e-mailing, mailing courrier, segmentation, statistiques, chèques cadeaux etc. Cette prestation coûte 19,90 euros par mois.
D'autres comme En bas de chez moi, s'intéressent à la question de la transition digitale des commerçants et s'attachent à proposer des prestations assurant la visibilité des points de vente sur le web à un tarif adapté aux petites structures. L’objectif affiché de l'entreprise est de redynamiser les cœurs de villes et villages en fédérant les acteurs locaux autour des outils du web. La formation des commerçants et l'accompagnement à long terme sont deux axes clé de ces prestations de service packagées.

## Commerce de proximité et mobilité urbaine

### Importance des déplacements urbains
La proximité géographique favorise les déplacements à pied ou à vélo : la clientèle intégralement piétonne ne constitue que 5 à 20 % de la clientèle du centre-ville, et une part voisine du chiffre d’affaires.
Les flux motorisés liés aux achats particuliers représentent 50 % du trafic de marchandises en ville, de sorte que le commerce de proximité peut également favoriser l'émergence d'une nouvelle offre de service de livraison aux particuliers. C'est la raison pour laquelle les politiques de déplacements urbains accordent aujourd'hui un intérêt particulier au commerce de proximité et aux mobilités douces.

### Politiques de déplacements urbains en relation avec le commerce
Le développement du commerce en centre-ville limite ou évite l'étalement urbain jugé incompatible avec un développement rationnel des transports en commun, au profit d’un urbanisme moins générateur de dépendance automobile.
Certains plans de déplacements urbains proposent de renforcer les politiques d’urbanisme commercial et de les lier aux politiques de déplacements, soit en favorisant les commerces de proximité, soit en intégrant la question des déplacements dans les procédures d’attribution des autorisations d’urbanisme commercial. Le commerce de proximité présente l'avantage de réduire les déplacements automobiles tout en favorisant les déplacements « doux » (marche à pied, bicyclette, transports collectifs).

### Intérêt d'un point de vue environnemental
Une étude de l’Institut national de recherche sur les transports et leur sécurité a calculé « que le commerce de proximité, grâce à une répartition modale différente des déplacements de la clientèle, suscite trois fois moins d’atteinte à l’environnement, par kilogramme d’achats, que l’hypermarché ». De plus, des initiatives pour la création de commerce électronique de proximité permet de consulter les produits chez soi au lieu de se déplacer.

## Le rôle des commerces de proximité sur la cohésion sociale d'une collectivité
La notion de proximité dépasse largement la dimension géographique  et comporte un aspect relationnel et psychologique à ne pas négliger. Ainsi, pour l'individu, un commerce de proximité est bien plus qu'un simple commerce situé près de son domicile. L'individu développe un attachement relationnel important avec le commerce puisqu'il représente un lieu de socialisation important. Les commerces de proximité peuvent ainsi être vus comme un ancrage social essentiel pour une communauté alors qu'ils favorisent la cohésion sociale,.

## Exemples
De nombreux magasins classiques existent dans les centres-villes ou en zone rurale. En France, depuis la fin des années 2000, certains groupes de grande distribution implantent des magasins alimentaires de proximité, comme Carrefour City (enseigne Carrefour) ou U Express (enseigne U).
Depuis le milieu des années 2010, les villes multiplient les initiatives en faveur du commerce de proximité, et des solutions émergent afin d'aider les commerçants indépendants à se développer, notamment grâce au numérique (Tudigo, Petitscommerces, Boutic)